# Patrícia Teixeira
Patrícia Teixeira (São Paulo, 28 de setembre de 1990) és una jugadora de bàsquet brasilera del São José Deportivo i de la selecció de bàsquet del Brasil, amb qui va participar al Campionat del Món FIBA 2014.
També va ser membre de la selecció femenina de bàsquet del Brasil que va competir als Jocs Panamericans de 2015.